# Barbara Piecha
Barbara Piecha (ur. 4 marca 1949 w Katowicach) – polska saneczkarka, mistrzyni świata, dwukrotna olimpijka.
Na igrzyskach startowała dwukrotnie. W 1972 zajęła 9. miejsce, cztery lata później była 13. Największe sukcesy święciła na mistrzostwach świata. W 1970, na torze w Königssee, jako druga Polka zdobyła złoty medal. Rok później, w 1971, zdobyła brąz przegrywając tylko z reprezentantką RFN Elisabeth Demleitner i Włoszką Eriką Lechner. W tym samym roku wywalczyła również brązowy medal na mistrzostwach Europy.
W 1976 wyszła za mąż za saneczkarza Ryszarda Gawiora.

## Osiągnięcia

### Igrzyska olimpijskie
| Rok  | Miejsce   | Jedynki |
| ---- | --------- | ------- |
| 1972 | Sapporo   | 9.      |
| 1976 | Innsbruck | 13.     |